# كيني جونسون (لاعب كرة قدم أمريكية)
كيني جونسون (بالإنجليزية: Kenny Johnson)‏ هو لاعب كرة قدم أمريكية أمريكي، ولد في 7 يناير 1958 في كولومبيا في الولايات المتحدة.

## وصلات خارجية
- كيني جونسون على موقع مرجع كرة القدم المحترفة.كوم (الإنجليزية)